# Bauernraubvariante
|   | a | b | c | d | e | f | g | h |   |
| 8 |   |   |   |   |   |   |   |   | 8 |
| 7 |   |   |   |   |   |   |   |   | 7 |
| 6 |   |   |   |   |   |   |   |   | 6 |
| 5 |   |   |   |   |   |   |   |   | 5 |
| 4 |   |   |   |   |   |   |   |   | 4 |
| 3 |   |   |   |   |   |   |   |   | 3 |
| 2 |   |   |   |   |   |   |   |   | 2 |
| 1 |   |   |   |   |   |   |   |   | 1 |
|   | a | b | c | d | e | f | g | h |   |

Die Bauernraubvariante ist eine Variante in der Najdorf-Variante der Sizilianischen Verteidigung im Schach. Sie trägt den ECO-Code B97. Im Englischen ist die Eröffnung als Poisoned Pawn Variation bekannt, da Schwarz die Möglichkeit geboten wird, einen angeblich „vergifteten Bauern“ zu schlagen.
Die Grundstellung der Variante entsteht nach den Zügen (siehe auch: Schachnotation):
1. e2–e4 c7–c5 (Die Sizilianische Verteidigung)

2. Sg1–f3 d7–d6 3. d2–d4 c5xd4 4. Sf3xd4 Sg8–f6 5. Sb1–c3 a7–a6 (die Najdorf-Variante)

6. Lc1–g5 e7–e6 7. f2–f4 Dd8–b6
Mit seinem letzten Zug bedroht Schwarz den Bauern auf b2, der als vergiftet bezeichnet wird, da das Schlagen des Bauern mit weiteren Tempoverlusten verbunden ist, indem der Weiße die exponierte Stellung der schwarzen Dame ausnutzen und dabei seine Figurenentwicklung vorantreiben kann. Schwarz andererseits legt es darauf an, die weiße Initiative einzudämmen und seinen minimalen Materialvorteil in ein gewonnenes Endspiel hinüber zu retten.

## Geschichte
Die Bauernraubvariante kam 1954 im Turnierschach in den Partien Raschid Neschmetdinow – Scherbakow, Riga und Egon Joppen – David Bronstein, Belgrad auf. Sie wird seitdem immer wieder auch von Großmeistern der Weltspitze angewandt, in den 1960er bis 1970er Jahren beispielsweise von Bobby Fischer, Viktor Kortschnoi und Michail Tal. In den 1990ern bis zu seinem Rückzug vom Schach (2005) ließ sich Garri Kasparow gelegentlich auf die Variante ein, so gewann er etwa mit Schwarz die vierte Partie des Wettkampfes um die Schachweltmeisterschaft 1993 gegen Nigel Short. Vishy Anand spielte 2007 beim Corus-Schachturnier sowohl mit Weiß gegen Loek van Wely als auch mit Schwarz gegen Alexander Motyljow zwei verwickelte Partien in diesem Abspiel, die er beide gewinnen konnte.
1972 in Reykjavík wurde die Bauernraubvariante zum ersten Mal bei einer Schachweltmeisterschaft gespielt. Es war Bobby Fischer im sogenannten Match des Jahrhunderts, der den scharfen Zug 7. … Dd8–b6 in der 7. und 11. Wettkampfpartie gegen Boris Spasski spielte. In der 7. Partie erzielte Fischer nach überstandenen Verwicklungen einen Vorteil, den er aber nicht zum Sieg verwerten konnte, während er in der 11. Partie deutlich geschlagen wurde.
Die Bewertung der Variante ist weiterhin Gegenstand theoretischer Untersuchungen und Erprobungen. Es steht nicht fest, ob der Bauer wirklich „vergiftet“ ist.

## Varianten
In der Diagrammstellung verfügt der Weiße über zwei Hauptfortsetzungen, mit
- 8. Sd4–b3 kann er den Verwicklungen aus dem Weg gehen und der Dame den Blick nach b2 verstellen. Der Rückzug des Springers wird dadurch kompensiert, dass die Dame auf b6 nun unglücklich platziert ist und sich meist nach c7 zurückziehen muss, um mit b7–b5 das typische Gegenspiel am Damenflügel einleiten zu können. Der mit dem Schach auf e3 verbundene Damentausch (9. … Db6–e3+ 10. Dd1–e2 De3xe2+ 11. Lf1xe2) gilt als leicht vorteilhaft für Weiß, er hat Raumvorteil und somit das freiere Spiel.

|   | a | b | c | d | e | f | g | h |   |
| 8 |   |   |   |   |   |   |   |   | 8 |
| 7 |   |   |   |   |   |   |   |   | 7 |
| 6 |   |   |   |   |   |   |   |   | 6 |
| 5 |   |   |   |   |   |   |   |   | 5 |
| 4 |   |   |   |   |   |   |   |   | 4 |
| 3 |   |   |   |   |   |   |   |   | 3 |
| 2 |   |   |   |   |   |   |   |   | 2 |
| 1 |   |   |   |   |   |   |   |   | 1 |
|   | a | b | c | d | e | f | g | h |   |

- Mit 8. Dd1–d2 beginnen die komplizierten Abspiele der Bauernraubvariante, Weiß bietet den Bauern b2 an und deckt vorsorglich seinen Springer auf c3, um auf 8. … Db6xb2 den bedrohten Turm auf a1 mit 9. Sd4–b3 decken oder mit 9. Ta1–b1 wegziehen zu können.

- 9. Sd4–b3 droht zudem Damenfang mittels 10. a2–a3 und 11. Sc3–d1 oder 11. Ta1–a2. Der Zug 9. … Db2–a3 verschafft der Dame erstmal einen Fluchtweg. Spasski wählte 1972 zunächst in der 7. Matchpartie den damals unbekannten Zug 10. Lf1–d3, was zu einer komplizierten Remispartie führte. In der 11. Partie spielte er den herkömmlichen Zug 10. Lg5xf6 g7xf6 mit Verschlechterung der schwarzen Bauernstruktur. Als Hauptvariante hat sich 11. Lf1–e2 Sb8–c6 12. 0–0 Lc8–d7 herauskristallisiert. Weiß stehen für seinen 13. Zug verschiedene Möglichkeiten zur Verfügung: Michail Tal erprobte 13. Le2–h5 und 13. f4–f5. Garri Kasparow spielte in zwei Partien 1982 gegen Elmar Məhərrəmov 13. Tf1–f3. Heutzutage ist 13. Kg1–h1 der häufigste Zug.

- Schwarz kann im 13. (oder zuvor im 11. oder 12. Zug) mit 13. … h7–h5 die aktive weiße Läuferaufstellung Le2–h5 unterbinden.

- In dieser Stellung (nach Zugumstellung) spielte Spasski das paradoxe 14. Sc3–b1, was nach 14. … Da3–b2 15. Sb1–c3 Db2–a3 zu einer Zugwiederholung führen könnte. Fischer wich dem mit 14. … Da3–b4 aus und geriet in Nachteil.
- Short in der WM-Partie 1993 gegen Kasparow probierte dagegen 14. Sc3–d1.

- In neuen Partien entwickelt Schwarz häufig den Damenturm 13. … Ta8–c8 und lässt 14. Le2–h5 zu.

- Nach 9. Ta1–b1 und der einzigen Antwort Db2–a3 verfügt Weiß über zwei Hauptfortsetzungen:

- Paul Keres führte 1955 beim Interzonenturnier von Göteborg den Zug 10. e4–e5 ein. Sein Gegner Andrija Fuderer antwortete mit 10. … Sf6–d7 und verlor schnell nach einem taktischen Fehler. Danach wurde stattdessen meistens fortgesetzt mit 10. … d6xe5 11. f4xe5 Sf6–d7 und nun

|   | a | b | c | d | e | f | g | h |   |
| 8 |   |   |   |   |   |   |   |   | 8 |
| 7 |   |   |   |   |   |   |   |   | 7 |
| 6 |   |   |   |   |   |   |   |   | 6 |
| 5 |   |   |   |   |   |   |   |   | 5 |
| 4 |   |   |   |   |   |   |   |   | 4 |
| 3 |   |   |   |   |   |   |   |   | 3 |
| 2 |   |   |   |   |   |   |   |   | 2 |
| 1 |   |   |   |   |   |   |   |   | 1 |
|   | a | b | c | d | e | f | g | h |   |

- 12. Lf1–c4 mit scharfem Spiel war Keres’ Zug gegen Alexander Kasimirowitsch Tolusch bei der UdSSR-Meisterschaft in Moskau 1957. Die mit dem Bauernvorstoß verbundene Öffnung der Diagonalen f8–a3 mit der Befreiung des schwarzfeldrigen Läufers kommt in einigen Varianten durch 12. … Lf8–b4 aber dem Schwarzen zugute (Fesselungsmotive auf den Diagonalen a5–e1 und a7–g1). 13. Tb1–b3 Da3–a5 14. 0–0 0–0 15. Lg5–f6 ergibt die kritische Stellung, welche zuerst Robert Byrne bei der USA-Meisterschaft 1965 in seiner Partie gegen Larry Evans aufs Brett brachte. Während Evans das Figurenopfer mit 15. … g7xf6 annahm und einen Angriff auf die Rochadestellung zuließ, hat sich 15. … Sd7xf6 16. e5xf6 Tf8–d8 17. Tb3xb4 Da5xb4 18. Dd2–g5 g7–g6 als spielbar erwiesen.

|   | a | b | c | d | e | f | g | h |   |
| 8 |   |   |   |   |   |   |   |   | 8 |
| 7 |   |   |   |   |   |   |   |   | 7 |
| 6 |   |   |   |   |   |   |   |   | 6 |
| 5 |   |   |   |   |   |   |   |   | 5 |
| 4 |   |   |   |   |   |   |   |   | 4 |
| 3 |   |   |   |   |   |   |   |   | 3 |
| 2 |   |   |   |   |   |   |   |   | 2 |
| 1 |   |   |   |   |   |   |   |   | 1 |
|   | a | b | c | d | e | f | g | h |   |

- 12. Sc3–e4 wurde von Michail Tal gegen Tolusch 1956 in Leningrad gespielt. Das Opfer eines weiteren Bauern mittels 12. … h7–h6 13. Lg5–h4 Da3xa2 hielt man lange für minderwertig, bis Mitte des 2000er Jahrzehntes die Stärke des Zuges 14. Tb1–d1 entdeckt wurde. In seiner Partie gegen Sergej Karjakin in Cap D’Agde 2006 opferte Teymur Rəcəbov nach 14. … Da2–b2 15. Dd2–e3 Lf8–c5 16. Lf1–e2 Sb8–c6 17. c2–c3 Db2–a3 18. 0–0 0–0 mittels der Abwicklung 19. Se4–f6+!! Sd7xf6 20. Lh4xf6 Sc6xd4 21. Td1xd4 Lc5xd4 22. De3xd4 g7xf6 23. e5xf6 einen Turm für den Bauer f6, welcher Weiß einen unwiderstehlichen Angriff auf die Rochadestellung garantierte, mit dem er in 33 Zügen gewann. Seither gilt 12. Sc3–e4 als der Hauptzug.

|   | a | b | c | d | e | f | g | h |   |
| 8 |   |   |   |   |   |   |   |   | 8 |
| 7 |   |   |   |   |   |   |   |   | 7 |
| 6 |   |   |   |   |   |   |   |   | 6 |
| 5 |   |   |   |   |   |   |   |   | 5 |
| 4 |   |   |   |   |   |   |   |   | 4 |
| 3 |   |   |   |   |   |   |   |   | 3 |
| 2 |   |   |   |   |   |   |   |   | 2 |
| 1 |   |   |   |   |   |   |   |   | 1 |
|   | a | b | c | d | e | f | g | h |   |

- 10. f4–f5 ist der Alternativplan des Weißen, der sich in den 1960er Jahren entwickelte. Geplant ist ein Druckspiel auf den Punkt e6 mit Lf1–c4, nachfolgender kurzer Rochade, Öffnung der f-Linie, gegebenenfalls verbunden mit dem Abtausch auf f6, wonach der schwarze Königsflügel weiter geschwächt wird. 10. … Sb8–c6 11. f5xe6 f7xe6 12. Sd4xc6 b7xc6 13. e4–e5 d6xe5 14. Lg5xf6 g7xf6 15. Sc3–e4 ist das Resultat. Auf die Fortsetzung 15. … Lf8–e7 16. Lf1–e2 h7–h5 wurde früher häufig das Figurenopfer 17. Tb1–b3 Da3–a4 18. Se4xf6+ Le7xf6 19. c2–c4 mit unklaren Angriffsaussichten gebracht. Im Jahr 2003 entdeckte man stattdessen die Möglichkeit 17. Th1–f1 mit der Idee Tf1–f3, welche Weiß in Vorteil zu bringen scheint. Daher greift Schwarz meistens zurück auf die Variante 15. … Da3xa2 16. Tb1–d1 Lf8–e7 17. Lf1–e2 0–0 18. 0–0 Ta8–a7, die allerdings häufig in ein Dauerschach mündet, so z. B. die Partie Francisco Vallejo Pons – Garri Kasparow, Petrosian Gedenkturnier Moskau 2004, deren Verlauf in großen Teilen von der Partie P.G.V. Andersson – A. Poulsen, neunte Fernschacholympiade, Finale 1992–1993 vorausgenommen wurde. Eine mögliche Alternative ist 18. … f6–f5.
- Weiß kann die Verwicklungen vorbereiten mit den Zügen 10. Lg5xf6 g7xf6 11. Lf1–e2 und
- 10. Lf1–e2 Lf8–e7 11. 0–0 h7–h6 12. Lg5–h4.

- Vorsichtige Spieler verzichten mit Schwarz auf den Bauern und spielen 8. … Sb8–c6, so z. B. Tigran Petrosjan bei der Moskauer Meisterschaft 1956 gegen Jakow Neistadt.

|   | a | b | c | d | e | f | g | h |   |
| 8 |   |   |   |   |   |   |   |   | 8 |
| 7 |   |   |   |   |   |   |   |   | 7 |
| 6 |   |   |   |   |   |   |   |   | 6 |
| 5 |   |   |   |   |   |   |   |   | 5 |
| 4 |   |   |   |   |   |   |   |   | 4 |
| 3 |   |   |   |   |   |   |   |   | 3 |
| 2 |   |   |   |   |   |   |   |   | 2 |
| 1 |   |   |   |   |   |   |   |   | 1 |
|   | a | b | c | d | e | f | g | h |   |

- 8. Dd1–d3 ist eine selten gespielte aber ebenfalls gefährliche Möglichkeit, die in letzter Zeit unter anderem von aserbaidschanischen Spielern wiederbelebt wurde. Nach 8. … Db6xb2 9. Ta1–b1 Db2–a3 10. f4–f5 Sb8–c6 11. f5xe6 f7xe6 12. Sd4xc6 b7xc6 13. Lf1–e2 Lf8–e7 hat Weiß im 14. Zug häufig kurz rochiert, oder die Stellung des schwarzen Königs mit 14. e4–e5 d6xe5 15. Lg5xf6 g7xf6 16. Le2–h5+ Ke8–f8 unter Opfer eines zweiten Bauern angegriffen, so z. B. (nach Zugumstellung) in der Partie John Nunn – Garri Kasparow, Brüssel 1987, wo sich Schwarz verteidigen konnte und nach 27 Zügen gewann. In der Partie Rauf Məmmədov – Dmitri Kokarew, europäische Einzelmeisterschaft 2008, setze Weiß hingegen mit 14. Le2–h5+! g7–g6 15. e4–e5!! fort, erhielt nach der Abwicklung 15. … Sf6–d5 16. Tb1–b3 Da3–a5 17. Lg5xe7 Sd5xe7 18. e5xd6 Da5xh5 19. d6xe7 Dh5–h4+ 20. g2–g3 Dh4xe7 21. 0–0 Entwicklungsvorsprung und gewann nach 29 Zügen.[5] In letzter Zeit weicht Schwarz der Diagrammstellung meistens aus. So hielt z. B. Alexander Grischuk in seiner Partie gegen Vüqar Həşimov zu Elista 2008 seinen Damenspringer zunächst auf b8 zurück und spielte stattdessen 10. … Lf8–e7 11. f5xe6 f7xe6 12. Lf1–e2 Da3–a5, geriet aber in Nachteil und musste nach 64 Zügen aufgeben.
- In der Ausgangsstellung verfügt Weiß noch über den trickreichen Zug 8. a2–a3. Der Bauer ist nun offensichtlich „vergiftet“, nach 8. … Db6xb2?? 9. Sc3–a4 wäre die Dame bereits nicht mehr zu retten: Damenfang. 8. … Lc8–d7 bereitet den Bauernraub vor.